# 모질라 재단
모질라 재단(영어: Mozilla Foundation)은 자유 소프트웨어 기반의 모질라 프로젝트를 지원하고 이끌기 위해 설립된 비영리 재단이다. 이 재단은 모질라 소프트웨어의 출시 및 개발을 지휘하고 특정 모질라 개발자를 고용하여 개발 정책을 수립하고 실행하는 데 목적이 있다. 캘리포니아 마운틴뷰에 있으며 웹 브라우저인 모질라 파이어폭스, 모질라 스위트, 모질라 선더버드 등을 개발 지원하고 있다.

## 역사
모질라 재단은 2003년, 7월 15일에 America Online (AOL)에서 모질라 프로젝트를 수행하던 인력들을 토대로 설립되었으며 당시 AOL측에서는 넷스케이프 브라우저를 개발하던 부서원들 대부분을 정리 해고하였다. 이것은 더 이상 AOL이 모질라 프로젝트에 금전적인 지원이 있지 않다는 이야기였다. AOL은 단지 $2,000,000를 출원해 주었으며, 로터스 1-2-3의 초기 개발자였고 OSDN의 설립자인 Mitch Kapor가 $300,000가량을 후원하였다.

## 최근이슈
2012년 2월 7일에 모질라 재단은 EFF, 레딧, 퍼블릭날리지, 오픈콩그래스, 휴먼라이트워치 등 75개 기업, 단체와 연합으로 온라인저작권침해금지법안(SOPA)과 지식재산권보호법안(PIPA) 법제화 중단을 촉구하는 공개서한을 미국 의회로 보냈다.

## 같이 보기
- 모질라
- 모질라 코퍼레이션
- 모질라 공용 허가서
- 모질라 애플리케이션 스위트